# Іллюк Дмитро Валерійович
Дмитро Валерійович Іллюк (англ. Dmytro Illyuk, нар. 27 березня 1981 року, Україна) — український автогонщик, багаторазовий чемпіон України з дрифтингу, який виступає з брендом Monster Energy.

## Нагороди
- Champion of Ukraine (Dorifuto): 2008
- Vice-Champion of Ukraine (UDC): 2010
- Vice-Champion of Ukraine (UDC): 2011
- Champion of East Europe (EEDC): 2012
- Champion of Ukraine (UDS): 2012
- Champion of Ukraine (UDC): 2012
- 2019 — Чемпіон світу з дрифтингу[1]